# Ель-Рефухіо (Техас)
Ель-Рефухіо (англ. El Refugio) — переписна місцевість (CDP) в США, в окрузі Старр штату Техас. Населення — 407 осіб (2020).

## Географія
Ель-Рефухіо розташований за координатами 26°20′26″ пн. ш. 98°45′32″ зх. д. / 26.34056° пн. ш. 98.75889° зх. д. (26.340638, -98.758944).  За даними Бюро перепису населення США в 2010 році переписна місцевість мала площу 1,62 км², уся площа — суходіл.

## Демографія
Згідно з переписом 2010 року, у переписній місцевості мешкала 331 особа в 93 домогосподарствах у складі 80 родин. Густота населення становила 205 осіб/км².  Було 109 помешкань (67/км²).
Расовий склад населення:
| - 97,9 % — білих - 1,2 % — корінних американців |

До двох чи більше рас належало 0,9 %. Частка іспаномовних становила 94,3 % від усіх жителів.
За віковим діапазоном населення розподілялося таким чином: 30,8 % — особи молодші 18 років, 55,0 % — особи у віці 18—64 років, 14,2 % — особи у віці 65 років та старші. Медіана віку мешканця становила 30,5 року. На 100 осіб жіночої статі у переписній місцевості припадало 98,2 чоловіків;  на 100 жінок у віці від 18 років та старших — 95,7 чоловіків також старших 18 років.
За межею бідності перебувало 46,4 % осіб, у тому числі 45,1 % дітей у віці до 18 років та 12,7 % осіб у віці 65 років та старших.
Цивільне працевлаштоване населення становило 136 осіб. Основні галузі зайнятості: сільське господарство, лісництво, риболовля — 27,2 %, освіта, охорона здоров'я та соціальна допомога — 21,3 %, публічна адміністрація — 16,2 %, транспорт — 13,2 %.